# AS-44

Súng trường tự động Sudayev (tiếng Nga: Автомат Судаева) hay AS-44 (АС-44), tên đầy đủ là Avtomat Sudayeva M1944, là một trong số mẫu súng trường tiến công đầu tiên được thiết kế và phát triển cho Hồng quân Liên Xô, được thiết kế bởi Aleksey Sudayev. AS-44 được Sudayev thiết kế vào năm 1944 và ông đã đưa ra tới 7 nguyên mẫu của khẩu súng này, bản thân khẩu súng cũng được sản xuất với số lượng hạn chế cuối Thế chiến thứ hai. Cho đến năm 1946, Sudayev bị bệnh đột ngột qua đời, và cây súng đã ngừng được phát triển. Tuy nhiên, nhiều phần trong thiết kế của nó đã được đưa vào mẫu thiết kế súng trường tấn công phổ biến nhất trên thế giới - súng trường tự động Kalashnikov..

## Mô tả
Sudayev đã chế tạo bảy nguyên mẫu khác nhau với trọng lượng, chiều dài và tính năng hơi khác nhau cho cuộc thi thiết kế. Cách bố trí của AS-44 tương tự như AK 47 với cổ phiếu bằng gỗ cố định, báng súng lục bằng gỗ, kính ngắm phía sau có thể điều chỉnh, băng đạn-block 30 tròn có thể tháo rời cong, cổ phiếu trước bằng gỗ, bi-podkim loại, nòng súng, bình gas gắn trên cùng, kính trước trùm đầu, bộ ức chế đèn flash và gắn lưỡi lê. AS-44 đã sử dụng các linh kiện đóng dấu để giảm chi phí sản xuất và tăng tốc độ sản xuất.
- Nguyên mẫu đầu tiên là một vũ khí tự nạp đạn, bắn chọn lọc có khả năng cả hai cú đánh đơn hoặc nhiều phát, tay cầm cocking và công tắc an toàn / chọn kết hợp ở phía bên trái của máy thu về phía sau. Sáu nguyên mẫu đầu tiên sử dụng một bu lông nghiêng được tiên phong bởi Tiệp Khắc trong súng máy ZB vz. 26, và cũng được sử dụng trong StG 44.
- Nguyên mẫu thứ hai có một buồng khí sửa đổi và tay cầm gà trống được di chuyển sang phía bên tay phải phía trên tạp chí. Có một báng súng lục bằng gỗ có thể gập lại và công tắc chọn lửa và an toàn đã được di chuyển bên trong mặt trước của bộ bảo vệ kích hoạt. Khẩu pháo nặng 4,7 kg (10,4 lb), có chiều dài tổng thể 990 mm (3 ft 3 in), và có chiều dài nòng 485 mm (1 ft 7 in).
- Nguyên mẫu thứ ba là một vũ khí hoàn toàn tự động mà không cần bộ chọn lửa. Lớp phủ bụi ở phía bên tay phải đã được sửa đổi với hai bậc để cung cấp một bắt an toàn cho tay cầm cocking trong khi trên đường diễu hành. Thùng không có bộ giảm áp đèn flash nhưng nó có ba cổng mỗi bên của thùng ở phía trước tầm nhìn phía trước để hoạt động như một phanh mõm và không có gắn lưỡi lê. Khẩu pháo nặng 4,5 kg (9,9 lb), có chiều dài tổng thể 900 mm (2 ft 11 in), và có chiều dài nòng 400 mm (1 ft 4 in).
- Các nguyên mẫu thứ tư, thứ năm và thứ sáu khác với nguyên mẫu thứ ba ở chỗ không có phanh mõm, các công tắc an toàn và cứu hỏa được di chuyển sang phía bên trái của máy thu phía trên bộ bảo vệ kích hoạt. Ngoài ra còn có các giá treo bi-pod và lưỡi lê. Khẩu pháo nặng 5,4 kg (11,9 lb), có chiều dài tổng thể 1.030 mm (3 ft 5 in), và có chiều dài nòng 490–500 mm (1 ft 7 in–1 ft 8 in).
- Vào tháng 10 năm 1945, Sudayev đã trình bày một phiên bản sáng dựa trên mô hình thứ tư của mình để thử nghiệm. Nguyên mẫu thứ bảy sử dụng một hành động thổi ngược bị trì hoãn khí đốt. Mặc dù nhẹ hơn do việc xóa hai vỏ của nó giật, độ chính xác và độ bền của nó đã bị ảnh hưởng tiêu cực. Khẩu pháo nặng 5,4 kg (11,9 lb), có chiều dài tổng thể 1.030 mm (3 ft 5 in), và có chiều dài nòng 495 mm (1 ft 7 in).